# Rodrigo Capella
Rodrigo Pascoal Angelino (Rio de Janeiro, 24 de outubro de 1981), mais conhecido como Rodrigo Capella, é um humorista, ator e apresentador brasileiro.

## Carreira

### Televisão
Rodrigo Capella teve reconhecimento da mídia nacional após sua passagem pela extinta MTV Brasil, entre os anos de 2010 e 2012. Em fevereiro de 2010, Capella juntamente com os humoristas Paulinho Serra e Tatá Werneck, que na época formavam o grupo teatral de humor "Deznecessários" foram então contratados pela MTV Brasil para apresentarem o programa Quinta Categoria, em substituição ao apresentador Marcos Mion (que antes apresentava o programa), pois ele havia se desligado da emissora, na qual acabou aceitando o convite para fazer parte do elenco artístico da Rede Record.   Capella também participou de outro programa da MTV Brasil, na qual então fez então parte do elenco de humoristas do programa Comédia MTV. Este programa humorístico, contou em seu elenco, além de Capella com outros nomes de talento no meio humorístico como Marcelo Adnet, Guilherme Santana e Dani Calabresa. 
Após se desligar da MTV Brasil, em 2012 Capella participou da quinta temporada do reality show A Fazenda que é exibido pela Rede Record, sendo o quinto eliminado da competição. Ele foi eliminado do reality show na disputa eliminatória (roça) com a assistente de palco Simone Sampaio, na qual teve com 62% dos votos do público para ser eliminado. 

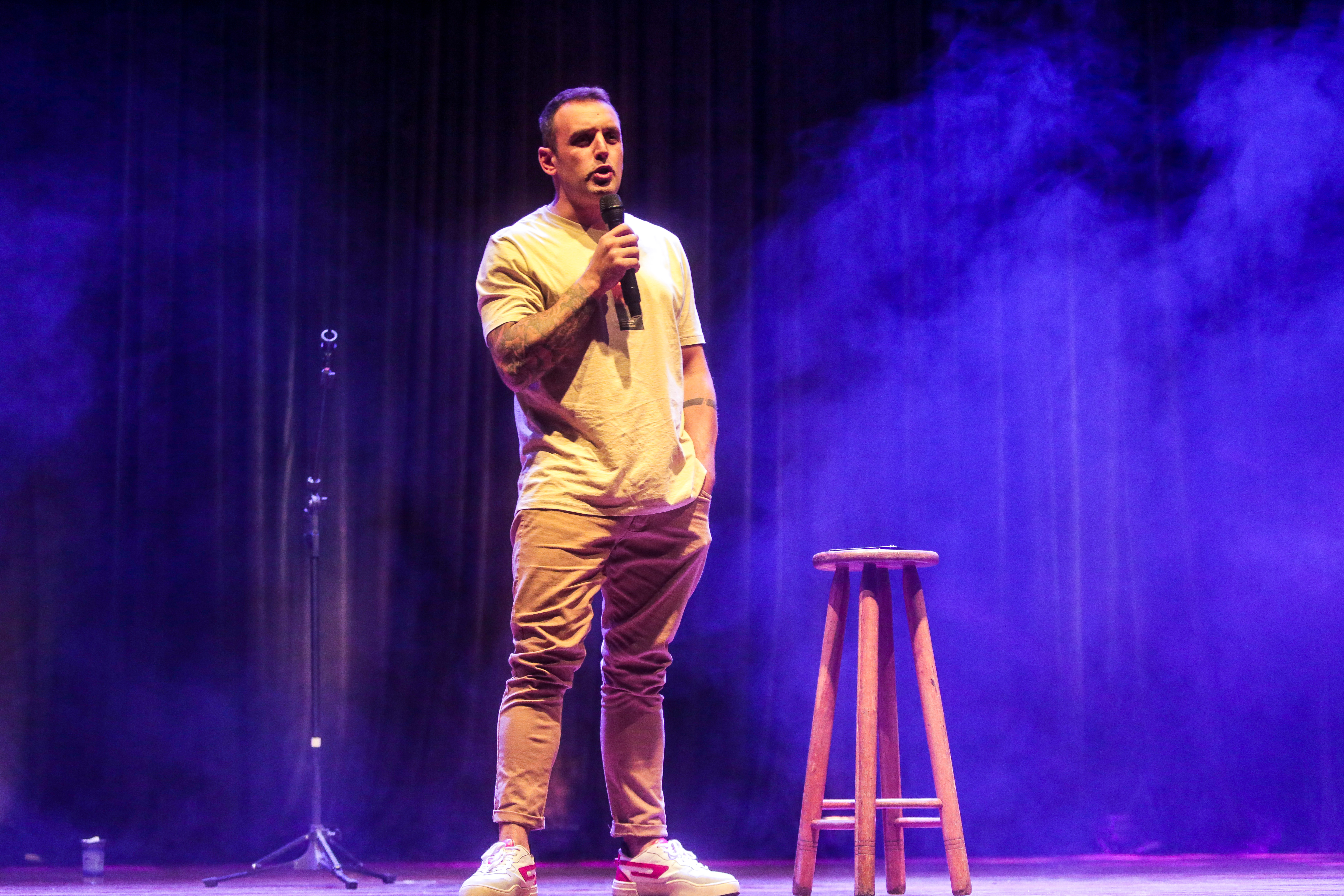
Itapevi Comedy (2023)

Em outubro de 2013, Capella foi contratado pela RedeTV! para fazer parte do elenco de apresentadores do programa Morning Show, em substituição ao humorista Patrick Maia (que antes fazia parte do elenco de apresentadores do programa), pois ele havia se desligado da emissora, para ingressar no então novo canal de TV por assinatura MTV, para ser então um dos apresentadores do programa "Coletivation".  No entanto a passagem de Capella pelo programa da RedeTV! durou apenas alguns meses, no qual ele foi desligado da emissora em abril de 2014, juntamente com as apresentadoras Renata Del Bianco e Micheli Machado.
No mesmo ano de 2014, Capella conseguiu uma nova recolocação profissional, quando então foi contratado pela Rede Record, para atuar como repórter do programa Hoje em Dia. Entre o final do ano de 2014 e o ano de 2015, Capella integrou o elenco do programa de humor Queimando a Roda, que então foi exibido no canal de TV por assinatura Multishow, na qual o programa foi comandado pelo humorista Marcelo Marrom.
No início do ano 2015, Capella passou a integrar o elenco do Programa da Sabrina que então era exibido pela Rede Record, na qual atuou como repórter e humorista da atração televisiva. O programa era então comandado pela apresentadora Sabrina Sato. Em sua primeira participação profissional com a apresentadora Sabrina Sato, eles viajaram juntos com a equipe do programa para o Japão em fevereiro de 2015, onde ficaram cerca de dez dias no país asiático.. Em sua primeira viagem ao Japão, a apresentadora Sabrina Sato fez algumas participações em programas de uma emissora de TV local, além dos dois (Sabrina e Capella) terem feito uma série de matérias especiais para o "Programa da Sabrina".  Em novembro de 2018, Capella usou as suas redes sociais para comunicar a sua saída do elenco do "Programa da Sabrina" e por consequência o seu desligamento da RecordTV, onde agradeceu em especial a emissora por ter lhe dado a oportunidade de mostrar o seu talento na TV aberta.  Poucos meses depois da saída de Capella, o Programa da Sabrina foi então extinto pela RecordTV, no qual o último programa que foi exibido na tela da emissora, ocorreu no dia 30 de março de 2019.
Em janeiro de 2018, Capella foi confirmado como um dos participantes da terceira temporada do talent show Dancing Brasil que é exibido pela RecordTV. Capella acabou sendo eliminado na semifinal da competição, junto com a cantora Marina Elali pela votação do público de casa, na qual ele acabou ficando em 4.º lugar na competição desta temporada do talent show.  
Em 2023, participou da terceira temporada do talent show Bake Off Celebridades, exibido pelo SBT, sendo o vice-campeão da disputa.

### Teatro

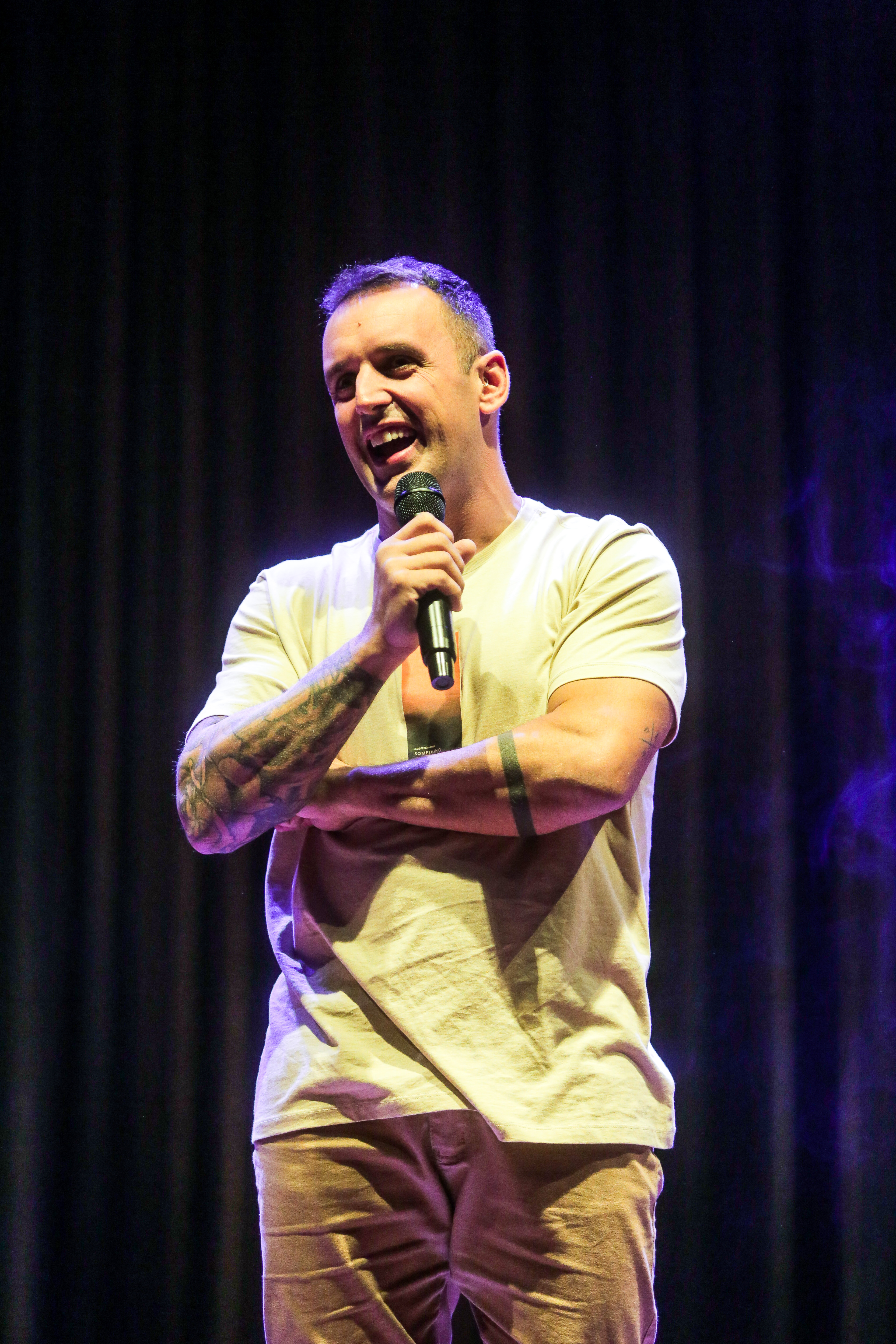
Itapevi Comedy (2023)

Mesmo com toda essa diversidade no currículo, ele não deixa sua essência humorística de lado. Capella, inicialmente integrou o grupo de humor Deznecessários  ao lado de outros humoristas como Eduardo Sterblitch, Paulinho Serra, Miá Mello, Marcelo Marrom e Maíra Charken durante dois anos. Capella apresentou a partir do ano de 2010, o espetáculo teatral "Dezimprovisa" em apresentações em várias cidades pelo país, onde então dividiu o palco com os humoristas Felipe Ruggeri, Tatá Werneck e Paulinho Serra. 
Após o término dos projetos, Capella apresentou a partir do ano de 2012, o espetáculo teatral "Comédia em Preto e Branco" em apresentações em várias cidades pelo país, onde então dividiu o palco com o humorista Marcelo Marrom.  A partir do ano de 2015, o humorista Marcelo Marron deixa o elenco do espetáculo teatral "Comédia em Preto e Branco" para se dedicar a projetos especiais e é substituído pelo humorista humorista Dinho Machado. Com a mudança no elenco, também é mudado o nome do espetáculo teatral que passa a se chamar "Comédia em Preto e Branco a Cores", que se apresentou em teatros de diversas cidades pelo país.  
Capella iniciou no ano de 2016 um novo projeto teatral com o espetáculo "Quase um Festival de Humor", que se apresentou em teatros de diversas cidades pelo país, onde então dividiu o palco com outros nomes de talento no meio humorístico como Nany People, Thiago Ventura, Victor Sarro, Rafael Cortez e Murilo Couto.  No mesmo ano de 2016, Capella estreou seu solo, o espetáculo teatral “Não recomendado para a sociedade”, que foi apresentado em teatros de diversas cidades pelo país. Este espetáculo teatral solo conta a experiência de vida do próprio Capella em ser pai de primeira viagem, na qual aborda a responsabilidade direta de cuidar de uma nova vida (o seu filho Theo).

### Publicidade
Capella é formado em artes cênicas, na qual realizou campanhas publicitárias para algumas empresas, entre elas a Samsung, Itaipava e Bradesco.

## Filmografia

### Televisão
| Ano     | Título                        | Função                    | Notas       | Emissora    |
| ------- | ----------------------------- | ------------------------- | ----------- | ----------- |
| 2010-11 | Quinta Categoria              | Apresentador              |             | MTV         |
| 2010-12 | Comédia MTV                   | Vários personagens        |             | MTV         |
| 2012    | A Fazenda                     | Participante              | Temporada 5 | Rede Record |
| 2013-14 | Morning Show                  | Apresentador              |             | RedeTV!     |
| 2014    | Hoje em Dia                   | Repórter                  |             | Rede Record |
| 2014-15 | Queimando a Roda              | Entrevistador e humorista |             | Multishow   |
| 2015-18 | Programa da Sabrina           | Repórter                  |             | RecordTV    |
| 2018    | Dancing Brasil                | Participante              | Temporada 3 | RecordTV    |
| 2023    | Bake Off Brasil: Celebridades | Participante              | Temporada 3 | SBT         |